# 达尼埃莱·莫尔门蒂
达尼埃莱·莫尔门蒂（義大利語：Daniele Molmenti，1984年8月1日—），意大利男子皮划艇运动员。他曾代表意大利参加2008年和2012年夏季奥林匹克运动会皮划艇比赛，获得一枚金牌。